# Anastasija Bicenková
Anastasija Aleksejevna Bicenková (rusky Анастаси́я Алексе́евна Бице́нко) byla ruská, hnutím narodniků ovlivněná revolucionářka, která se stala známou po spáchání atentátu na bývalého carského ministra obrany Viktora Sacharovova v roce 1905. Kvůli zastřelení Sacharovova byla odsouzena k trestu smrti oběšením, který jí byl ale změněn na doživotí v pracovním táboře v Zabajkalsku. Po únorové revoluci byla v roce 1917 v rámci všeobecné amnestie propuštěna a připojila se ke straně eserů. Jako jejich zástupkyně se pak krátce po návratu ze Sibiře v rámci sovětské delegace zúčastnila mírových jednání s Ústředními mocnostmi v Brestu.

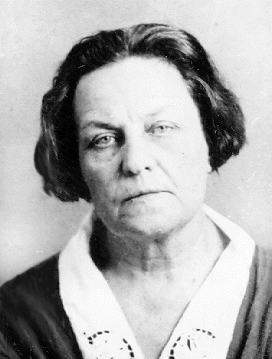
Bicenková na vězeňské fotografii ve 30. letech

Bicenková se stavěla proti roztržce mezi esery a bolševiky a proto se v září 1918 podílela na založení odštěpené Strany revolučního komunismu. Za dva měsíce pak přestoupila do komunistické strany, načež v Sovětském svazu zastávala různé politické funkce. Během Stalinovy Velké čistky byla jako bývalá eserka obviněna z členství v teroristické organizaci a odsoudili ji k trestu smrti. Zastřelena a pohřbena byla na střelnici Kommunarka u obce Butovo nedaleko Moskvy 16. června 1938. V roce 1961 byla sovětskými úřady během Chruščovovského tání rehabilitována.